# Bataille de Meritsa
La bataille de Meritsa (grec moderne : Μάχη της Μερίτσας) ou bataille d'Oxyneia (Μάχη της Οξύνειας) se déroule les 11 et 12 février 1943 entre quelque 800 hommes de l' Armée populaire de libération grecque (ELAS) et un bataillon de l'armée royale italienne.
Elle est la première bataille victorieuse de la Résistance nationale grecque pendant la seconde Guerre Mondiale et bien que suivie de représailles, elle a un impact considérable sur le moral des Grecs.
Elle se déroule dans le village de Meritsa (actuelle Oxyneia) près de Kalambaka.

## Origines de la bataille
La bataille vient à la suite d'un raid italien sur le village de Oxyneia effectué dans le but de procurer des vivres aux forces stationnées à Kalambaka.
La venue des italiens était pressentie ce qui a permis aux partisans de la résistance nationale grecque, sous l'impulsion du sous-lieutenant d'artillerie, Aristidis Bloutsos, d'imaginer un plan de bataille utilisant les faibles moyens matériels dont ils disposaient mais profitant de leur connaissance du terrain. Aristidis Bloutsos, 24 ans à l'époque des faits, est le seul ayant une expérience militaire acquise lors de la première campagne victorieuse de l'armée grecque en Albanie au début de la guerre.
Ceci lui permet d'élaborer un plan de bataille tirant profit du relief en tendant un piège aux forces italiennes qui se retrouvent encerclées sur le chemin du retour.

## Déroulement de la bataille

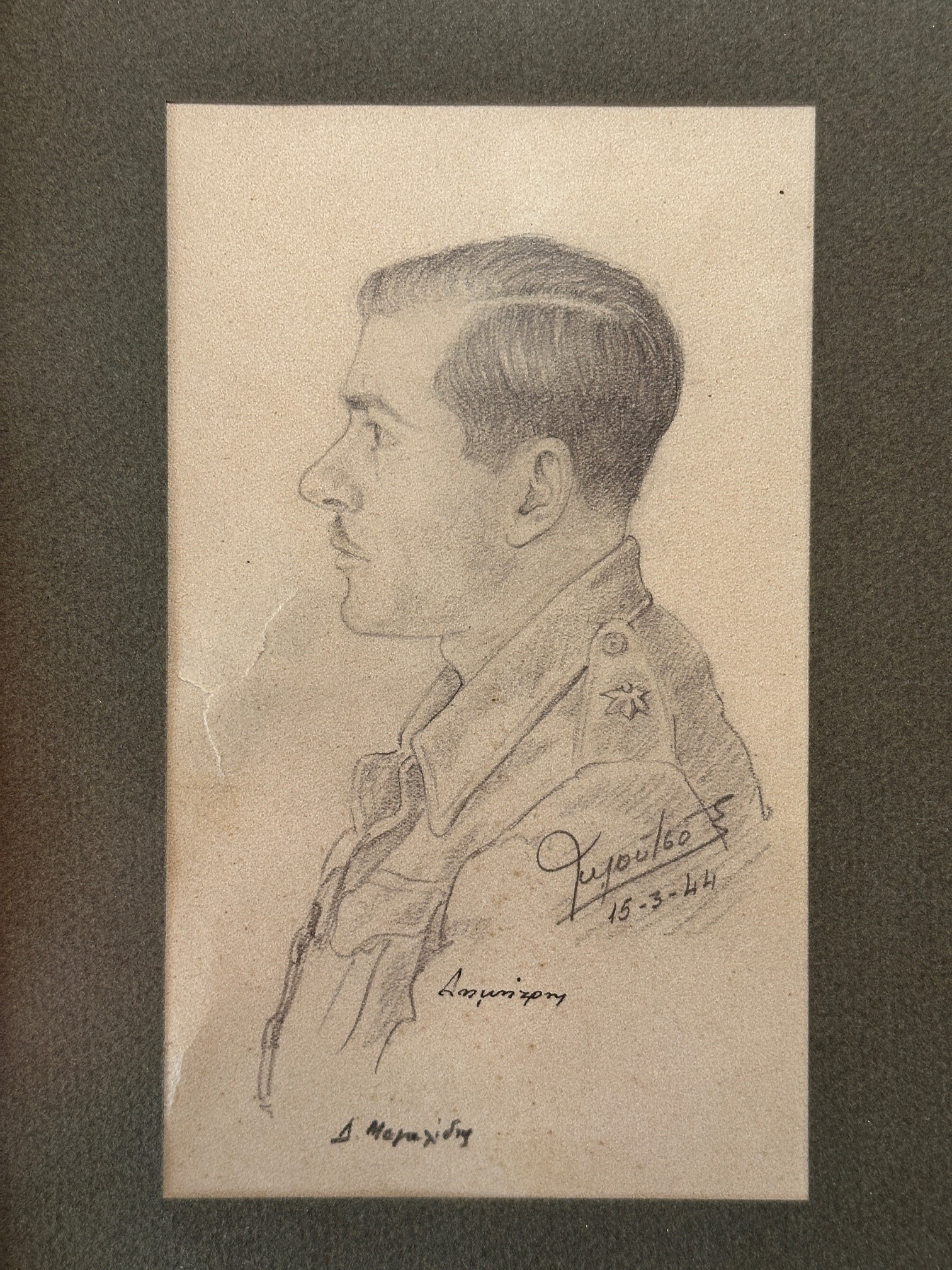
Portrait au crayon d'Aristidis Bloutsos le 15 mars 1944

La résistance grecque mène bataille sous les ordres de Nestoras Vokas (nom de guerre « Tzavellas »), Nikos Zaralis (« Chasiotis » ), Ilias Kafantaris (« Adamantios ») et le sous-lieutenant d'artillerie Aristidis Bloutsos (MIDAS).
À partir de suppositions sur le trajet que suivraient les forces italiennes après le pillage du village d'Oxyneia, Aristidis Bloutsos élabore un plan axé sur l'élément de surprise et l'avantage du terrain. Le lieu-dit « Velika » à l'extrémité sud-est de la plaine de Thessalie est choisi comme le plus adapté au combat. Il a en effet la particularité de présenter un rétrécissement naturel du terrain obligeant les italiens à s'engager au sein d'un « cône » pouvant être défendu par tous les côtés.
Le lieu de la bataille se situe au 39°48'32.9"N 21°30'26.5"E soit à environ 2 km au sud-est du village d'Oxyneia.
Au cours de la bataille, 137 Italiens sont tués et 160 faits prisonniers, avec tout leur équipement, dont 4 mortiers, 20 armes automatiques et plus de 2 000 grenades. Les partisans libèrent leurs prisonniers, mais conservent le matériel,. Le côté grec n'a à déplorer que sept victimes parmi ses rangs.
À noter toutefois, que le nombre de victimes italiennes est variable en fonction des sources. Selon Aristidis Bloutsos les victimes étaient au nombre de 164 tués, 184 prisonniers et 6 à 8 ayant fui pendant la bataille pour un total de 254 combattants. Selon les sources italiennes la bataille aurait fait entre 59 et 82 morts, 137 prisonniers et 32 rescapés pour un total de 228 ou 251 hommes.

## Représailles italiennes[8]
À la suite de la bataille les représailles italiennes sont terribles.
Une expédition punitive débute dès le 13 février 1943 par le bombardement des villages de Oxyneia, Agriofillo, Kakoplevri, Agnatia et Stagiades. Selon les ordres du Général Benelli, la zone du champ de bataille qui n'avait pas encore été nettoyée doit être épargnée. Les raids aériens n'ont pas pour but de détruire les villages mais visent les alentours afin de déloger les partisans qui y sont cachés. Le commandement italien cherche à couper les villages des partisans afin de les isoler et ainsi préparer l'opération terrestre.
Le 11 février au soir le Colonel Giuseppe Berti, commandant du 6e régiment de cavalerie, signe un ordre de « nettoyage » de la région. Le 19 février des forces italiennes entrent dans Oxyneia, en grande partie vidée de ses habitants valides. Les malades et personnes âgées sont placés dans une maison à l'écart du centre du village et sont épargnés. Le reste des habitations, y compris l'école mais à l'exception des deux églises du villages sont détruites par le feu. Le village d'Oxyneia est ainsi rasé quasi totalement, une première fois, comme mesure de représailles.
Le village est détruit une deuxième fois le 15 juillet 1944 par les forces d'occupation allemandes.